# Stenodynerus brevis
Stenodynerus brevis är en stekelart som beskrevs av Giordani Soika 1995. Stenodynerus brevis ingår i släktet smalgetingar, och familjen Eumenidae. Inga underarter finns listade i Catalogue of Life.